# Lista de prefeitos de Rafael Fernandes
Esta é a lista de prefeitos de Rafael Fernandes, município brasileiro do estado do Rio Grande do Norte.
| Nº | Prefeito                          | Imagem                    | Partido                   | Início de mandato      | Fim de mandato         | Vice-prefeito                               | Observações                   |
| -- | --------------------------------- | ------------------------- | ------------------------- | ---------------------- | ---------------------- | ------------------------------------------- | ----------------------------- |
| 1  | Antônio Justino de Oliveira       |                           | PDC                       | 7 de fevereiro de 1965 | 31 de janeiro de 1970  | Egídio Chagas do Nascimento                 | Prefeito e vice eleitos       |
| 2  | Cláudio Gabriel de Macedo Germano |                           | ARENA                     | 31 de janeiro de 1970  | 31 de janeiro de 1973  | Cesário Chaves de Oliveira                  | Prefeito e vice eleitos       |
| 3  | Nilton Silva de Oliveira          |                           | ARENA                     | 31 de janeiro de 1973  | 31 de janeiro de 1977  | Josemar de Oliveira Pinheiro                | Prefeito e vice eleitos       |
| 4  | Manoel Francisco da Costa         |                           | ARENA                     | 31 de janeiro de 1977  | 31 de janeiro de 1983  | Sebastião Francisco de Sena                 | Prefeito e vice eleitos       |
| 5  | Luzimar Carvalho de Oliveira      |                           | PDS                       | 31 de janeiro de 1983  | 31 de dezembro de 1988 | José Luiz do Nascimento                     | Prefeito e vice eleitos       |
| 6  | José Fernandes de Oliveira        |                           | PL                        | 1º de janeiro de 1989  | 31 de dezembro de 1992 | Luiz Ferreira Sobrinho                      | Prefeito e vice eleitos       |
| 7  | Luzimar Carvalho de Oliveira      |                           | PSDB                      | 1º de janeiro de 1993  | 31 de dezembro de 1996 | Francisco Edinaldo da Costa                 | Prefeito e vice eleitos       |
| 8  | José de Nicodemos Ferreira        |                           | PMDB                      | 1º de janeiro de 1997  | 9 de novembro de 2000  | Francisco Sérgio Sena                       | Prefeito e vice eleitos       |
| 9  | Francisco Sérgio Sena             |                           |                           | 10 de novembro de 2000 | 31 de dezembro de 2000 | —                                           | Vice-prefeito eleito no cargo |
| 10 | Mário Costa de Oliveira           |                           | PFL                       | 1º de janeiro de 2001  | 31 de dezembro de 2008 | João Leão Neto                              | Prefeito e vice eleitos       |
| 10 | Mário Costa de Oliveira           | PSB                       | Prefeito e vice reeleitos | 1º de janeiro de 2001  | 31 de dezembro de 2008 | João Leão Neto                              |                               |
| 11 | José de Nicodemos Ferreira Júnior |                           | PMDB                      | 1º de janeiro de 2009  | 31 de dezembro de 2016 | José Raniere do Nascimento Viana            | Prefeito e vice eleitos       |
| 11 | José de Nicodemos Ferreira Júnior | Prefeito e vice reeleitos | PMDB                      | 1º de janeiro de 2009  | 31 de dezembro de 2016 | José Raniere do Nascimento Viana            |                               |
| 12 | Francisco Bruno Ferreira Costa    |                           | PMDB                      | 1º de janeiro de 2017  | 31 de dezembro de 2024 | Francisco Sérgio Sena                       | Prefeito e vice eleitos       |
| 12 | Francisco Bruno Ferreira Costa    | DEM                       | Prefeito e vice reeleitos | 1º de janeiro de 2017  | 31 de dezembro de 2024 | Francisco Sérgio Sena                       |                               |
| 13 | Francisco Sérgio Sena             |                           | UNIÃO                     | 1º de janeiro de 2025  | até a atualidade       | Antônia Marlla Manuella de Andrade Carneiro | Prefeito e vice eleitos       |